# Holiday Bash (2024)
Holiday Bash 2024 será un especial de televisión que se transmitirá en vivo el 18 de diciembre de 2024 por el canal televisivo estadounidense TBS como especiales de los programas de televisión semanales Dynamite y Rampage  desde el Entertainment & Sport Arena en Washington D. C..

## Producción
Holiday Bash es un especial de televisión navideño anual producido por All Elite Wrestling (AEW) desde 2020. Si bien solo se emitió como un episodio especial del programa insignia de AEW Dynamite, el evento de 2021 lo amplió a dos, con la segunda parte transmitiéndose como un episodio especial de Rampage, que se emitió el sábado en lugar del viernes habitual. El 2022 mantuvo el formato de dos partes, pero esta vez con Rampage emitiéndose en su franja horaria habitual de los viernes por la noche, ya que no había conflicto de emisión como el año anterior. A partir de 2023 consta de una tercera parte con Collision emitiéndose en su franja horaria usual de los sábados por la noche. 

## Resultados

#### Dynamite 18 de diciembre
- Mercedes Moné derrotó a Anna Jay y retuvo el Campeonato TBS de AEW.
  - Moné cubrió a Jay después de un «Moné Maker».
  - El Campeonato Femenino de STRONG de Moné no estuvo en juego.
- The Patriarchy (Christian Cage & Nick Wayne) (con Shayna Wayne & Kip Sabian) derrotó a Hook & Katsuyori Shibata.
  - Nick cubrió a Shibata después de un «Killswitch» de Cage.
  - Durante la lucha, Shayna & Sabian interfirieron a favor de The Patriarchy.
- Shelton Benjamin derrotó a The Beast Mortos por el AEW Continental Classic: Blue League.
  - Benjamin cubrió a Mortos después de un «Hurt Fall».
  - Después de la lucha, The Hurt Syndicate atacó a Mortos, pero fueron detenidos por Daniel Garcia y Mark Briscoe.
  - Después de la lucha, The Hurt Syndicate atacó a Garcia y Briscoe.
- Darby Allin derrotó a Will Ospreay por el AEW Continental Classic: Gold League.
  - Allin cubrió a Ospreay después de dos «Coffin Drop».
  - Después de la lucha, Claudio Castagnoli confrontó a Allin.
- Death Riders (Jon Moxley, Wheeler Yuta & PAC) (con Marina Shafir & Claudio Castagnoli) derrotaron a Orange Cassidy, «Hangman» Adam Page & Jay White.
  - Moxley cubrió a Cassidy con un «Roll-Up».
  - Después de la lucha, Cassidy, Page & White y Death Riders se atacaron mutuamente.

#### Rampage 20 de diciembre
- Don Callis Family (Konosuke Takeshita & Brian Cage) derrotó a Powerhouse Hobbs & Mark Davis.
  - Takeshita cubrió a Davis después de un «Blue Thunder Bomb».
- Action Andretti & Lio Rush derrotaron a Myles Hawkins & Goldy.
  - Después de la lucha, Andretti y Rush atacaron a Private Party (Isiah Kassidy y Marq Quen) pero fueron detenidos por Top Flight (Dante Martin & Darius Martin).
- Willow Nightingale derrotó a Harley Cameron.
  - Nightingale cubrió a Cameron después de un «Doctor Boom».
  - Después de la lucha, Penelope Ford & Cameron atacaron a Nightingale, pero fueron detenidas por Kris Statlander.
- Brody King derrotó a Komander por el AEW Continental Classic: Gold League.
  - King cubrió a Komander después de un «Gonzo Bomb».